# Karl Witte (Bischof)

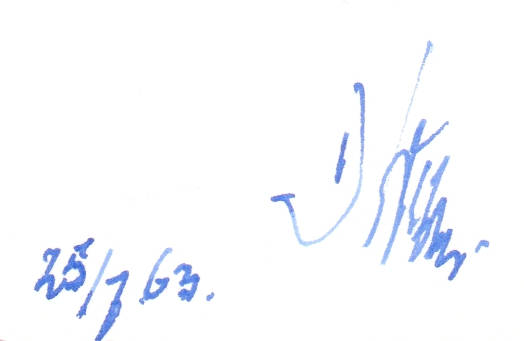
Unterschrift von Karl Witte

Otto Karl Emil Witte (* 6. Mai 1893 in Aken; † 18. Februar 1966 in Hamburg) war ein deutscher evangelisch-lutherischer Theologe und Landesbischof der Evangelisch-Lutherischen Kirche im Hamburgischen Staate.

## Leben
Der Sohn eines Pastors absolvierte seine erste Grund- und Gymnasialausbildung in Berlin. Er studierte seit 1911 Evangelische Theologie an der Universität Berlin, wechselte 1913 an die Universität Halle-Wittenberg und kehrte er zurück nach Berlin und absolvierte dort am 14. August 1914 sein erstes theologisches Examen. Während seines Studiums wurde er Mitglied im Verein Deutscher Studenten Berlin. Als Teilnehmer am Frankreichfeldzug des Ersten Weltkrieges, wurde er verwundet und absolvierte nach seiner Genesung am 25. Juni 1918 sein zweites theologisches Examen in Berlin. 1921 ging er als Hilfsprediger nach Oranienburg, übernahm dort 1920 die vierte Predigerstelle und verzichtete aus privaten Gründen 1921 zunächst darauf, höheren theologischen Ambitionen nachzugehen.
Nach seiner Eheschließung 1921 zog er mit seiner Familie nach Hamburg, wo er die Leitung der Fichteschule übernahm. 1926 wurde Witte Vorsteher der Hamburger Stadtmission, in welcher Tätigkeit er sich so engagierte, so dass er 1933 die theologische Ehrendoktorwürde der Universität Rostock erhielt. Im Folgejahr wurde er Dozent für Systematische Theologie und Neues Testament an der philosophischen Fakultät der Universität Hamburg. In der Zeit des Nationalsozialismus wurde er als politisch unzuverlässig deklariert, so dass er ab 1936 vom Lehrbetrieb in Hamburg ausgeschlossen wurde und seine Ämter in der Mission verlor.
Ab 1941 arbeitete Witte stellvertretend an der St. Andreaskirche und wurde dort nach dem Zweiten Weltkrieg 1946 als Pastor angestellt. Ab 1948 wirkte er als Dozent an der Kirchlichen Hochschule. Nachdem jene 1954 als theologische Fakultät an die Universität Hamburg angegliedert wurde, erhielt er einen Lehrauftrag für Neues Testament und Praktische Theologie, wurde am 24. Mai desselben Jahres Hauptpastor an der St. Petrikirche, 1958 Vertreter des Landesbischofs von Hamburg und am 29. Juni 1959 zum Bischof von Hamburg gewählt. Nach seiner Einführung am 2. August 1959 wurde er am 29. März 1960 ordentlicher Professor der Theologie an der Universität Hamburg und trat 1964 in den Ruhestand.

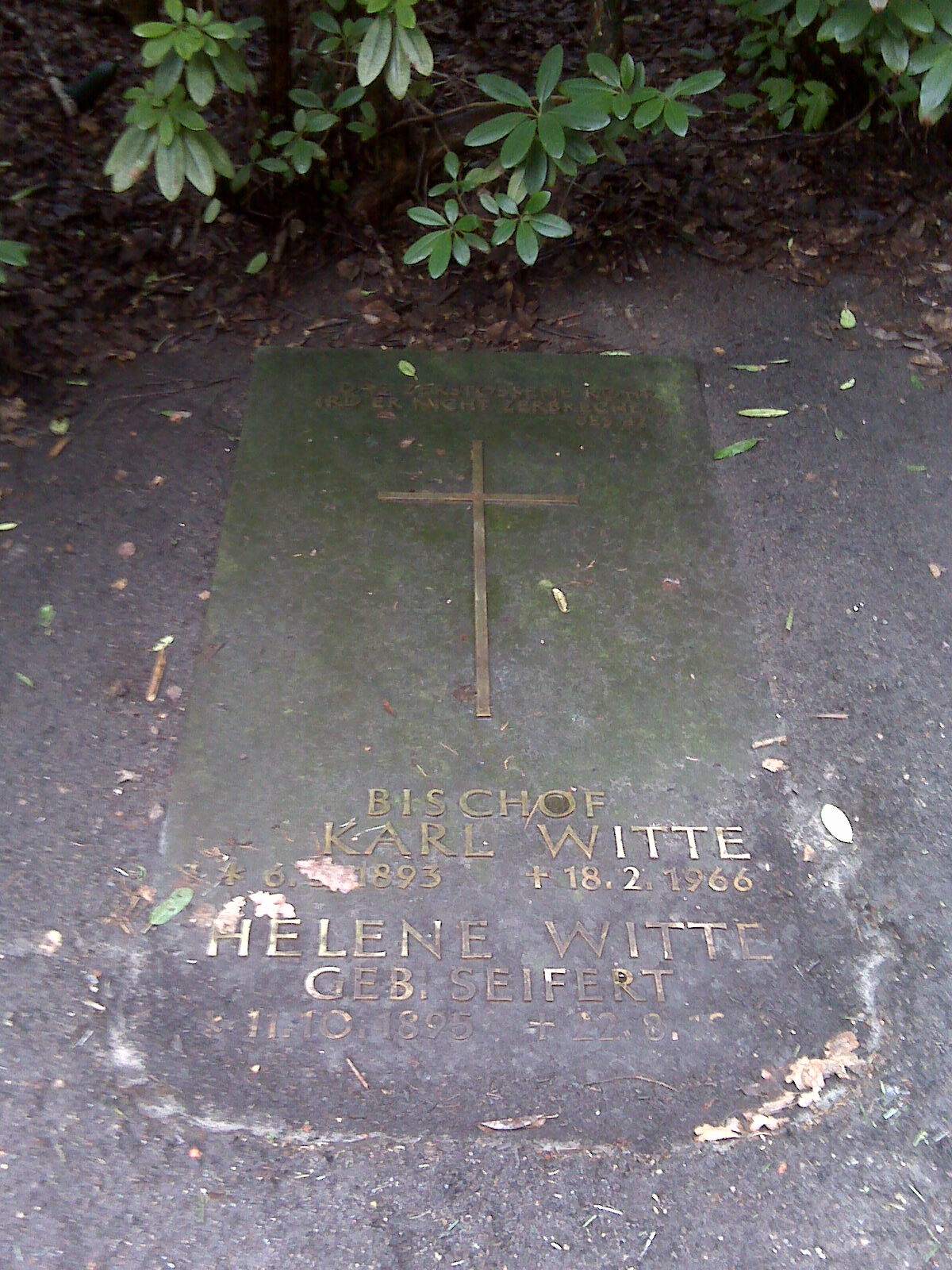
Grabplatte auf dem Ohlsdorfer Friedhof im Planquadrat AA 8, sogenannte „Bischofskuhle“

## Wirken
Witte, der sich als Teilnehmer des Ersten Weltkrieges auch an der völkischen Debatte der Nachkriegszeit beteiligte, interpretierte den Begriff des Volkstums als Teil der göttlichen Offenbarung. Die Deutsche Glaubensbewegung lehnte er jedoch ab, so dass er im Nationalsozialismus in Konflikte geriet. Als konservativer Lutheraner lehrte Witte nach dem Zweiten Weltkrieg als Praktischer Theologe, der dem Neuen Testament verpflichtet war. Dementsprechend war er ein vehementer Gegner der Einführung der Frauenordination in seiner Landeskirche und konnte diese während seiner Amtszeit als Landesbischof verhindern.

## Schriften (Auswahl)
- Mythos und Offenbarung. Eine Kampfschrift gegen die Deutsche Glaubensbewegung. Berlin 1934.
- Kann ein Deutscher Christ sein? Antwort auf Professor Hauer und die "Deutschen Heiden". Hamburg 1935/36.4
- Andachten für das junge Volk. Täglich zu lesen in Haus, Heim u. Schule. Berlin 1936.
- Die Biblische Geschichte, den Kindern erzählt. Berlin 1940.
- Der Tag, der ist so freudenreich. Ansprachen und Predigten zum Weihnachtsfest. Hamburg 1961.
- Erstanden ist der Herre Christ. Hamburg 1966.